# محمدحسن انصاری‌فرد
محمدحسن انصاری‌فرد (زادهٔ ۱ مهر ۱۳۴۱) بازیکن سابق تیم ملی ایران و باشگاه پرسپولیس، مربی سابق و مدیر ورزش اهل ایران است. وی زننده گل قهرمانی پرسپولیس مقابل المحرق بحرین در مسابقات جام برندگان جام آسیا ۱۹۹۰ است.

## دوران بازی
او فوتبال خود را از هما و شاهین آغاز کرد و پس از ۵ سال بازی در تیم تکاور، در سال ۱۳۶۴ به پرسپولیس پیوست. او بین سال‌های ۱۳۶۴ تا ۱۳۷۱ به مدت هفت سال عضو تیم پرسپولیس تهران بود و افتخاراتی از جمله قهرمانی در جام برندگان جام آسیا، ۵ قهرمانی در جام باشگاه‌های تهران و دو قهرمانی جام حذفی کشور را با پرسپولیس کسب کرد. او زننده گل قهرمانی پرسپولیس در جام برندگان جام آسیا ۹۱–۱۹۹۰ برابر المحرق بحرین است. او همچنین در آن سال‌ها ۱۴ بار پیراهن تیم ملی فوتبال ایران را بر تن کرد و در این بازی‌ها ۳ بار هم موفق به گلزنی شد. او همراه با تیم ملی فوتبال ایران قهرمان بازی‌های آسیایی پکن شد. او در سال ۱۳۷۱ و پس از جدایی از پرسپولیس، مدتی برای کشاورز به میدان رفت اما توفیقی نداشت و پس از آن به مربیگری روی آورد.

## دوران مربیگری
او کار مربیگری خود را با تیم فتح شروع کرد و پس از آن هدایت پایانه‌های اصفهان و پارت سازان مشهد را بر عهده داشت. او سپس سرمربیگری تیم ملی فوتسال ایران را بر عهده گرفت و موفق شد سه بار عنوان قهرمانی آسیا را به دست آورد. پس از آن هدایت تیم فوتسال پرسپولیس و تام ایران‌خودرو را بر عهده گرفت و با تام ایران‌خودرو قهرمان لیگ فوتسال ایران شد.

## دوران مدیریت

### دوره نخست پرسپولیس
انصاری فرد در سال ۱۳۸۴ مدیرعامل پرسپولیس شد و تا سال ۱۳۸۶ مدیر عامل پرسپولیس بود؛ او ابتدا علی پروین را به دلیل کسب نتایج ضعیف از سرمربیگری پرسپولیس برکنار و آری هان را جایگزین او کرد؛ اما پس از مدتی و به دلیل اختلافات شدید، آری هان را از سرمربیگری پرسپولیس برکنار و مصطفی دنیزلی را به عنوان سرمربی پرسپولیس برگزید؛ جذب نیکبخت واحدی از استقلال و همچنین حضور بایرن مونیخ در تهران برای بازی خداحافظی عابدزاده، از جمله دستاوردهای انصاری فرد در پرسپولیس بود. پرسپولیس در این دوره به فینال جام حذفی فوتبال ایران صعود کرد اما مقابل سپاهان شکست خورد و از قهرمانی بازماند. در فصل دوم حضور انصاری فرد در پرسپولیس، این تیم در جایگاه سوم لیگ برتر قرار گرفت. نکته منفی دوران مدیریت انصاری‌فرد، عقد قرارداد با رافائل ادرهو نیجریه‌ای بود که به دلیل ابتلا به بیماری هپاتیت B، مجبور به ترک پرسپولیس شد و پس از شکایت از پرسپولیس، در سال ۱۳۸۶، ۶ امتیاز از پرسپولیس کسر شد. بعدها اعلام شد که او در امارات کارگر بوده و بدون تست‌های پزشکی و فنی لازم، جذب شده بود. او در سال ۱۳۸۶ از مدیرعاملی پرسپولیس استعفا و جای خود را به حبیب کاشانی داد.
کمیته انتقالی فدراسیون فوتبال
او یکی از شش عضو کمیته انتقالی فدراسیون فوتبال در هنگام تعلیق فوتبال ایران از سوی فیفا بود.

### راه‌آهن
پس از پرسپولیس، او بین سال‌های ۱۳۸۶ تا ۱۳۹۱ مدیرعامل باشگاه راه‌آهن تهران شد؛ او پنج سال مدیرعامل راه‌آهن بود و یک نایب قهرمانی جام حذفی را هم همراه این تیم به دست بیاورد.

### کمیته فوتسال
او در سال ۱۳۹۷ تا ۱۳۹۸ رئیس کمیته فوتسال و رئیس سازمان لیگ فوتسال ایران بود که به دنبال انتصاب محمدرضا ساکت در کمیته فوتسال و آنچه انصاری فرد تضعیف کمیته فوتسال و استفاده از افراد غیر متخصص خواند، استعفا داد.

### دوره دوم پرسپولیس
انصاری فرد در تاریخ ۵ شهریور ۱۳۹۸ به عنوان مدیرعامل پرسپولیس منصوب و جایگزین ایرج عرب شد. جدایی گابریل کالدرون و انتقال یحیی گل‌محمدی به عنوان سرمربی جدید پرسپولیس، در این دوره اتفاق افتاد. او در تاریخ ۲۰ اسفند ۱۳۹۸ و به دلیل اختلاف با اعضای هیئت مدیره، از مدیرعاملی پرسپولیس استعفا داد.